# Mesoligia longistriata
Mesoligia longistriata är en fjärilsart som beskrevs av W. Warren 1911. Mesoligia longistriata ingår i släktet Mesoligia och familjen nattflyn. Inga underarter finns listade i Catalogue of Life.